# Eckental
Eckental település Németországban, azon belül Bajorországban. Lakosainak száma 14 770 fő (2023. december 31.). Eckental Forchheim, Heroldsberg és Kalchreuth községekkel határos.

## Népesség
A település népessége az elmúlt években az alábbi módon változott:
| Lakosok száma | 7363 | 7828 | 13 934 | 13 956 | 14 131 | 14 229 | 14 328 | 14 412 | 14 705 | 14 770 |
|               | 1970 | 1975 | 2011   | 2012   | 2014   | 2015   | 2017   | 2019   | 2022   | 2023   |